# الوقشي
هشام بن أحمد بن هشام بن خالد الكنانيّ، المعروف بـ الوقشي، وكان يكنّى أبا الوليد، من أهل طليطلة، وأحد المتفنِّنين في العلوم، المتوسعين في ضروب المعارف، من أهل الفكر الصحيح والنظر الثاقب، وكان عَالِمًا بالنحو واللغة والشعر والخطابة والمنطق والهندسة والفقه. قال صاعد: لقيته بطليطلة سنة 438  هـ، وذكره أيضًا ابن بشكوال في الصلة، فقال: مولده سنة 408  هـ، وتوفي بدانية يوم الاثنين، ودُفن يوم الثلاثاء لليلة بقيت لجمادى الآخرة سنة 489  هـ، ونقل عن أبي محمد البريولي، أنه كان يقول: ولله ما أقول فيه إلّا كما قال الشاعر:
| الوقشي | وكان من العلوم بحيث يُقضَىله في كلّ علم بالجميع | الوقشي |